# 古典派の公準
古典派の公準（こてんはのこうじゅん）とは、ケインズが、彼の著書『雇用・利子および貨幣の一般理論』において示した命題。第1編第2章「古典派経済学の公準」において、古典派経済学及び新古典派経済学（ケインズはマーシャル、ピグーなどの新古典派経済学を古典派経済学と合わせて「古典派経済学」と呼んでいる）の雇用理論の要約の中で示した。

## 内容

### 古典派の第1公準
企業の利潤が極大化されるとき、実質賃金は、労働の限界生産物に等しい。
労働の限界生産物が実質賃金に等しくなるように雇用量（労働需要量）は決定される。
- 利潤＝（生産物価格Ｘ生産(販売)量）－（名目賃金Ｘ雇用量）
- 実質賃金＝名目賃金／生産物価格
- 労働の限界生産物＝生産(販売)量の増加／雇用量の増加（1単位あたり）

名目賃金10に対し生産物価格2(実質賃金5)であり、雇用量を1増加させると生産(販売)量が10増加する(労働の限界生産物10)ものとする。このとき雇用量を1増やせば利潤は10増加する。そして労働の限界生産物逓減により、労働の限界生産物が実質賃金5と等しくなるまで下がったとき、利潤が最大化されることになる。
なおこの第1公準からは労働需要曲線が導出される。

### 古典派の第2公準
労働者の余剰効用が極大化されるとき、一定の労働量が雇用されている場合の実質賃金の限界効用は、その雇用量の限界不効用に等しい。
労働の限界不効用が実質賃金の限界効用に等しくなるように労働供給量は決定される。
なおこの第2公準からは労働供給曲線が導出される。

## 古典派の見解
古典派経済学に立脚すれば、実質賃金率の柔軟な変動が与えられれば、調整の過程における摩擦的失業、労働者の希望する実質賃金率の高止まりによる自発的失業以外の失業はありえない。
ケインズによると、古典派の見解が受容される限り、完全雇用を達成する方策は次のようなものとなる。
- (賃金財産業の)労働生産性の引き上げによって物価(賃金財)を引き下げ、実質の賃金率（名目賃金／物価）を高める。
- 非賃金財価格を賃金財価格に比して騰貴させることで、非賃金財価格の労働需要曲線を右方シフト（労働需要を増加）させる。
- 労働の非効用(苦痛)を低下させることで、労働供給曲線を右方シフト(労働供給を増加)させる。
- 職業安定所や職業訓練所の充実によって、摩擦的失業を減少させる。

## ケインズの見解
ケインズは、労働者が実質賃金率の変化に応じて労働供給量を決定することはないと主張し、古典派の第2公準を否定した。そして、この公準に立脚する限りでは説明できない非自発的失業（生産物に対する有効需要の変動によって生じる失業）という現象があることを明らかにした。
失業についてのより詳しい説明は、第19章「貨幣賃金の変動」でなされている。

## 文献情報
- 「ケインズ「有効需要の原理」再考」美濃口武雄（一橋論叢1999.06.01）